# GSC2405-1168
GSC2405-1168 — хімічно пекулярна зоря спектрального класу A0, що має видиму зоряну величину в смузі V приблизно  0,0.